# Majski Trtnik
Majski Trtnik falu Horvátországban, Sziszek-Monoszló megyében. Közigazgatásilag Glinához tartozik.

## Fekvése
Sziszek városától légvonalban 26, közúton 36 km-re délnyugatra, községközpontjától légvonalban 7, közúton 8 km-re délkeletre, a Maja-folyó síkságának keleti részén fekszik. Keleti részén folyik át a Bručina-patak, mely később a Majába ömlik. Glinával és Petrinyával aszfaltozott út köti össze. Vasútállomása is van, melyet a szomszédos falvak Maja, Glinski Drenovac és Ravno Rašće lakói is használnak. Glinával menetrendszerű autóbuszjárat is összeköti.

## Története
A római korban itt haladt át az Ad Finest (Topuszka) Sisciával (Sziszek) összekötő út. Az egykori római életről tanúskodnak a falu környékén talált római pénzek és különféle használati tárgyak, melyekről Mihajlo Kunić is ír „Minelralbades Topusko” című, 1827-ben kiadott könyvében. A falu középkori létezéséről nincs információ, de a horvát eredetű dűlőnevek a közelben élő horvát ajkú népességről tanúskodnak. A 16. és 17. század török háborúi a térséget teljesen elnéptelenítették, a lakosság északra, biztonságosabb vidékekre menekült. Egy részük minden bizonnyal Dél-Morvaországban Brno környékén települt le, ahová magukkal vitték fazekas mesterségüket és ahol ma is számos horvát származású család él.
Majski Trtnik a környék számos településéhez hasonlóan a 17. század vége felé a Boszniából a török uralom elől menekülő pravoszláv szerbekkel népesült be. 1696-ban a szábor a bánt tette meg a Kulpa és az Una közötti határvédő erők parancsnokává, melyet hosszas huzavona után 1704-ben a bécsi udvar is elfogadott. Ezzel létrejött a Báni végvidék, horvátul Banovina (vagy Banja), mely katonai határőrvidék része lett. 1745-ben megalakult a Glina központú első báni ezred, melynek fennhatósága alá ez a vidék is tartozott. 1881-ben megszűnt a katonai közigazgatás. A falunak 1857-ben 364, 1910-ben 542 lakosa volt. 1918-ban az új szerb-horvát-szlovén állam, majd később Jugoszlávia része lett. Az első világháború után több család Szlavóniába és a Vajdaságba települt át.
A második világháború idején a Független Horvát Állam része volt. A szerb lakosság fellázadt az új hatalom ellen. 1941-ben a helyi temetőnél két horvát csendőrt megöltek. Az usztasák bosszúja nem maradt el. A falut felgyújtották, a lakosság egy részét megölték, a többieket a jasenovaci koncentrációs táborba, illetve németországi munkára vitték. Később kiszabadulásuk után többségben csatlakoztak a nemzeti felszabadító egységekhez. A falu 1991. június 25-én jogilag ugyan a független Horvátország része lett, de szerb lakossága a Krajinai Szerb Köztársasághoz csatlakozott. 1995. augusztus 8-án a Vihar hadművelettel foglalta vissza a horvát hadsereg. A szerb lakosság elmenekült de később néhányan visszatértek. A településnek 2011-ben 36 lakosa volt, akik mezőgazdasággal és állattartással foglalkoztak. A vlahovići pravoszláv parókiához tartoznak.

## Népesség
| Lakosság változása | Lakosság változása | Lakosság változása | Lakosság változása | Lakosság változása | Lakosság változása | Lakosság változása | Lakosság változása | Lakosság változása | Lakosság változása | Lakosság változása | Lakosság változása | Lakosság változása | Lakosság változása | Lakosság változása | Lakosság változása |
| ------------------ | ------------------ | ------------------ | ------------------ | ------------------ | ------------------ | ------------------ | ------------------ | ------------------ | ------------------ | ------------------ | ------------------ | ------------------ | ------------------ | ------------------ | ------------------ |
| 1857               | 1869               | 1880               | 1890               | 1900               | 1910               | 1921               | 1931               | 1948               | 1953               | 1961               | 1971               | 1981               | 1991               | 2001               | 2011               |
| 364                | 392                | 403                | 474                | 521                | 542                | 534                | 562                | 334                | 327                | 305                | 238                | 193                | 166                | 56                 | 36                 |

## Fordítás
Ez a szócikk részben vagy egészben  a   Majski Trtnik című horvát Wikipédia-szócikk ezen változatának fordításán alapul.  Az eredeti cikk szerkesztőit annak laptörténete sorolja fel. Ez a jelzés csupán a megfogalmazás eredetét és a szerzői jogokat jelzi, nem szolgál a cikkben szereplő információk forrásmegjelöléseként.